# Hans Jakob Polotsky
Hans Jakob Polotsky (Zurique, 13 de setembro de 1905 - Jerusalém, 10 de agosto de 1991) foi orientalista, linguista, egiptólogo e professor de línguas semitas na Universidade Hebraica de Jerusalém.

## Biografia
Polotsky nasceu em Zurique, na Suíça, filho de um casal judeu russo. Ele cresceu em Berlim e estudou egiptologia e semítica nas universidades de Berlim e Göttingen. De 1926 a 1931 foi colaborador da Septuaginta-Unternehmen da Academia de Ciências de Göttingen. Em 1929 ele recebeu seu Ph.D. grau de dissertação Zu den Inschriften der 11. Dynastie. Trabalhou em Berlim editando textos coptas maniqueístas de 1933 a 1934, com o historiador da Igreja Carl Schmidt. Ele deixou a Alemanha em 1935 e se estabeleceu no Mandato Britânico da Palestina, onde lecionou e pesquisou na Universidade Hebraica de Jerusalém, tornando-se professor em 1948. Em 1953 fundou o departamento de Lingüística lá e mais tarde atuou como reitor da Faculdade de Ciências Humanas. Ele morreu em Jerusalém.
Sua principal conquista foi o Études de syntaxe copte publicado em 1944, que mudou fundamentalmente a visão científica da sintaxe do copta e das línguas egípcias antigas. A teoria de Polotsky do verbo egípcio (um argumento particularmente delicado, uma vez que os egípcios distinguiam suas diferentes formas verbais principalmente pelas vocalizações, e as vogais não eram escritas) teve tanto sucesso que foi chamada de Teoria Padrão (Na egiptologia, a Teoria Padrão ou Teoria Polotskyana, é uma abordagem da sintaxe verbal da língua egípcia desenvolvida originalmente por Hans Jakob Polotsky, na qual as formas verbais egípcias são consideradas como adjetivas, substantivas ou adverbiais diversas, com a possibilidade de 'transpor' qualquer frase verbal dada para qualquer uma dessas três classes).
Em Berlim, Polotsky fora aluno do famoso egiptólogo Kurt Heinrich Sethe; em Jerusalém, uma de suas alunas foi Miriam Lichtheim, conhecida por suas extensas traduções de antigos textos egípcios.

## Publicações
- (with: Carl Schmidt) Ein Mani-Fund in Ägypten, Original-Schriften des Mani und seiner Schüler. Berlin: Akademie der Wissenschaften 1933.
- "Manichäische Studien", in: Le Muséon 46, 1933, pp. 247–271.
- (ed.) Manichäische Homilien. Stuttgart: W. Kohlhammer 1934.
- Manichäische Handschriften der Staatlichen Museen Berlin, W. Kohlhammer Stuttgart: 1935
- "Études de grammaire gouragué", in: Bulletin de la Société de Linguistique de Paris 39, 1938, pp. 137–175
- Études de syntaxe copte, Publications de la Société d'Archéologie Copte. Le Caire, 1944
- "Notes on Gurage grammar", Israel Oriental Society, No. 2, 1951
- "Syntaxe amharique et syntaxe turque", in: Atti del Convegno Internazionale di Studi Etiopici, Roma (Acc. Naz. dei Lincei) 1960:, pp. 117–121
- "Studies in Modern Syriac", in Journal of Semitic Studies 6, 1961, pp. 1–32
- "Aramaic, Syriac, and Ge'ez", in: Journal of Semitic Studies 9, 1964, pp. 1–10
- "Egyptian Tenses", The Israel Academy of Sciences and Humanities, Vol. II, No. 5. 1965
- E.Y. Kutscher (ed.), Collected Papers by H.J. Polotsky Magnes Press, Jerusalem 1971
- "Les transpositions du verbe en égyptien classique", in Israel Oriental Studies 6, 1976, pp. 1–50
- "A Point of Arabic Syntax: The Indirect Attribute", in Israel Oriental Studies 8, 1978, pp. 159–174.
- "Verbs with two Objects in Modern Syriac (Urmi)", in Israel Oriental Studies 9, 1979, pp. 204–227.
- Grundlagen des koptischen Satzbaus, Scholars Press, Decatur, Ga., 1987, ISBN 1-55540-076-0
- "Incorporation in Modern Syriac", in G. Goldenberg & Sh. Raz (eds.), Semitic and Cushitic studies. Harrassowitz Wiesbaden 1994, pp. 90–102.
- "Notes on Neo-Syriac Grammar", in Israel Oriental Studies 16, 1996, pp. 11–48.